# Жовба Олексій Валерійович
Олексі́й Вале́рійович Жовба — молодший сержант Збройних сил України, учасник російсько-української війни.

## З життєпису
У мирний час служив у Житомирській області. На російсько-українському фронті з перших днів. Контузії і поранення ключиці та стегна зазнав 2014 року, коли звільняли Слов'янськ. Друге поранення — перелом ноги та відкрита черепно-мозкова травма — сталося під зимою 2015 року під Дебальцевим.

## Нагороди
2 серпня 2014 року — за особисту мужність і героїзм, виявлені у захисті державного суверенітету та територіальної цілісності України, вірність військовій присязі під час російсько-української війни, відзначений — нагороджений орденом «За мужність» III ступеня.